# Noah L. Perktold
Noah L. Perktold (* 1995 in Hall in Tirol) ist ein österreichischer Schauspieler und Theaterregisseur.

## Leben
Noah L. Perktold stammt aus Absam in Tirol. Er studierte am Max-Reinhardt-Seminar in Wien von 2015 bis 2019 Schauspiel, anschließend dann bis 2021 Regie. 2015 erhielt er das vom Land Tirol, dem ORF Tirol und dem Tiroler Landestheater vergebene Josef-Kuderna-Stipendium zur Förderung des Tiroler Theaternachwuchses.
In der Spielzeit 2018/19 spielte er am Volkstheater Wien den Waffenproduzenten Horst Schmied in der Groteske Planet der Waffen von  Johannes Schrettle. Von 2021 bis 2023 war er festes Ensemblemitglied am Hessischen Staatstheater Wiesbaden, wo er u. a. als Edmund in König Lear (Regie: Uwe Eric Laufenberg) und, unter der Regie von Sebastian Sommer, als Teiresias in Die Bakchen (von Raoul Schrott nach Euripides) auftrat. In der Spielzeit 2023/24 gab er am Staatstheater Wiesbaden mit der Schnitzler-Trilogie Komödie der Worte sein Regiedebüt. Im Mai 2024 übernahm er am Staatstheater Wiesbaden mit Falstaff von Giuseppe Verdi seine erste Opernregie.
Perktold wirkte auch in einigen Film- und Fernsehproduktionen mit. Sein Kinodebüt hatte er unter der Regie von Sebastian Brauneis in dem österreichischen Spielfilm 3 Freunde 2 Feinde (2020), der 2021 in den Wettbewerb des 42. Filmfestivals Max Ophüls Preis eingeladen wurde.  
In Steirergift (2024), dem elften Teil der österreichischen Landkrimi-Filmreihe, spielte er den tatverdächtigen Burschenschafter Max Erzl, der die Trennung von seiner Ex-Freundin, der getöteten Kellnerin Julia (Judith Altenberger), nicht akzeptieren wollte. In Die Toten vom Bodensee – Die Medusa (2025), dem 21. Film der ZDF-Krimireihe Die Toten vom Bodensee, war er als tatverdächtiger Ex-Freund einer getöteten jungen Frau zu sehen.
Noah L. Perktold lebt in Wien.

## Filmografie (Auswahl)
- 2020: 3 Freunde 2 Feinde (Kinofilm)
- 2021: The Auschwitz Report (Kinofilm)
- 2021: SOKO Wien: Brandherd (Fernsehserie, eine Folge)
- 2021: 1 Verabredung im Herbst (Kinofilm)
- 2021: Klammer – Chasing the Line (Kinofilm)
- 2022: Märzengrund (Kinofilm)
- 2024: Landkrimi: Steirergift (Fernsehreihe)
- 2025: Die Toten vom Bodensee – Die Medusa (Fernsehreihe)
- 2025: Tatort: Wir sind nicht zu fassen! (Fernsehreihe)

## Hörspiele (Auswahl)
- 2020: Sibylle Berg: Hauptsache Arbeit! (Chef) – Bearbeitung und Regie: Harald Krewer (Hörspielbearbeitung – ORF)[11]